# Le Nouveau Maître du château McPicsou
Le Nouveau Maître du château McPicsou, de son titre original en français Le Maître du Manoir McPicsou, est une histoire en bande dessinée de Keno Don Rosa. Elle est le cinquième épisode de la Jeunesse de Picsou.

## Synopsis
Balthazar McPicsou a gagné 50000 $ aux États-Unis en s'emparant de la mine de cuivre d'Anaconda Hill qu'il a été obligé de revendre pour venir en aide à sa famille. En effet, le comté a saisi le château ancestral des Mc Picsou pour cause de non-paiement d'impôts pendant plusieurs siècles. Picsou doit donc payer ces impôts avant que le château ne soit vendu aux enchères.
Mais les Biskerville, un clan ennemi qui "squattent" les terres des Mc Picsou depuis une éternité, veulent l'empêcher pour racheter le château pour une bouchée de pain, le raser, et accroître leurs pâturages. Un Biskerville provoque Balthazar en duel pour qu'un autre puisse s'emparer en douce de son chèque de $ 50000.
Pendant le combat, Sir Duncan modifie le cours de l'histoire en rendant son épée à Picsou. Celui-ci, alors foudroyé par un éclair, tombe dans les douves et se retrouve au paradis.
Il retrouve ses ancêtres et les convainc de l'aider car il est écrit qu'il deviendra l'être le plus radin de toute l'histoire. Ils le renvoient sur terre, où il dévisse son armure avec son sou n° 1 et sort de l'eau. Il met alors les Biskerville en échec et reprend son chèque.

## Fiche technique
- Histoire n°D 92191.
- Éditeur : Egmont[1].
- Titre de la première publication : Den nye slotsherre (danois); von Anka-borgens godsherre (suédois) Den nye godseieren (norvégien).
- Titre en anglais : The New Laird of Castle McDuck.
- Titre en français : Le Maître du Manoir McPicsou.
- 15 planches.
- Auteur et dessinateur : Keno Don Rosa.
- Premières publications : Anders And & Co (Danemark), Kalle Anka & C:o (Suède) et Donald Duck & Co.
- Première publication aux États-Unis : Uncle Scrooge n°289, 1994.
- Première publication en France : Picsou Magazine n°275, décembre 1994.